# Белое (озеро, Миорский район)
Бе́лое (бел. Бе́лае) — озеро в Миорском районе Витебской области Белоруссии. Относится к бассейну реки Волта, вытекающей из озера.

## Описание
Озеро Белое расположено в 14 км к юго-востоку от города Миоры, на территории заказника Ельня, посреди болота. Высота над уровне моря — 141 м.
Площадь зеркала составляет 0,67 км², длина — 1,51 км, наибольшая ширина — 0,82 км. Длина береговой линии — 3,89 км. Наибольшая глубина — 6,1 м, средняя — 3,5 м. Объём воды в озере — 2,35 млн м³. Площадь водосбора — 11 км².
Котловина озера остаточного типа, вытянутая с юго-запада на северо-восток.
Из северной части озера вытекает река Волта. Юго-западная часть сообщается посредством короткой протоки с озером Тоболки.
По берегам произрастают редкие охраняемые растения: хохлатка полая, берёза карликовая, морошка, гладыш широколистный, медвежий лук, шпажник черепитчатый. На озере и в окрестностях водятся серый журавль, большой и средний кроншнеп, золотистая ржанка, чернозобая гагара, белая куропатка, дербник.